# トンプソンルーク
トンプソン ルーク（Thompson Luke、1981年4月16日 - ）は、ニュージーランド・クライストチャーチ出身の元ラグビーユニオン選手。2010年に日本国籍を取得。旧表記「ルーク・トンプソン」。日本代表として最年長の記録を持つ。浦安D-Rocks公式アンバサダー。

## プロフィール
- ポジションはロック（LO）またはフランカー（FL）。
- 身長196 cm、体重110 kg。
- 日本代表キャップは71。38歳6か月4日で、日本代表として最年長のキャップ獲得者となる。
- ニックネームはTOMO（トモ）。
- 出身はニュージーランドであるが、帰化をした日本への想いは強く、「生まれた国は関係ない。僕らには日本のプライドがある」と述べている[1]。

## 経歴
セントビーズ高校、リンカーン大学出身。
幼年期はサッカーを行っており、ラグビーユニオンを始めたのは13歳からとラグビーユニオン選手としてはキャリアの遅い選手である。すぐに14歳以下カンタベリー州代表に選ばれて以降、エイジレベルの各代表に選出されている。高校4年生までバスケットボールをやっていた。
NPCのカンタベリーに所属を経て日本へ。2004年にはトップリーグ三洋電機ワイルドナイツに所属した。
2006年度からは近鉄ライナーズに所属。2008年シーズンから2010年まで近鉄ライナーズのキャプテンを務めた。近鉄ライナーズ80年の歴史の中で初の外国人キャプテンとなった。
2007年に日本代表としてラグビーワールドカップ2007に初選出。2010年7月に日本国籍を取得。2011年にラグビーワールドカップ2011の日本代表に選出された。
2015年、ラグビーワールドカップ2015の日本代表に選ばれる。自身にとって最後のチャンスと位置付けて挑んだ大会で代表チームの躍進に大きく貢献し、ベースボール・マガジン社が発行する『ラグビーマガジン』12月号において、『読者が選ぶワールドカップMVP』に断トツの票数で選出された。最後の試合となったアメリカ戦終了後のインタビューで代表引退を表明していたが、2017年6月に再び代表に選出。
2019年2月にはサンウルブズの2019年スコッドに追加招集された。また同年8月、ラグビーワールドカップ2019の日本代表に選出された。9月20日にW杯開幕戦のロシア戦において、日本代表で初のワールドカップ4大会連続出場を達成し、ワールドカップ史上3番目、日本代表としては最年長（38歳157日）のワールドカップ試合出場選手となった。
また、同大会4試合目のスコットランド戦で自身通算13試合目のW杯試合出場となり、W杯の日本代表選手最多出場試合数記録を更新した。準々決勝南アフリカ戦も先発出場し、記録を14試合に伸ばした。
その南アフリカ戦において、38歳6か月4日での出場で71キャップ目を獲得し、日本代表の最年長キャップ獲得者になった。
W杯閉幕後、トップチャレンジリーグ2019-20シーズンに出場し、2020年1月19日の最終戦・近鉄対栗田工業戦（秩父宮）をもって現役を引退した。2月3日に近鉄のアドバイザーへの就任が発表され、引退後は母国ニュージーランドで農場を経営する傍ら、近鉄のチーム強化と近鉄グループのPRにも携わった。
2021年11月13日、シャイニングアークス東京ベイ浦安に1年10か月ぶりに選手として復帰することになった。
2022-23シーズンはチーム改編となり、DIVISION2の浦安D-Rocks在籍となる。
2023年5月18日、引退を発表。
2023年5月20日から11月20日まで、同年秋開催のラグビーワールドカップ2023において、日本ラグビーフットボール協会から「ラグビー日本代表応援サポーター」の1人に任命される。
2024年1月26日、浦安D-Rocksの公式アンバサダーに就任した。

## 人物
- 父もラグビーユニオン選手でカンタベリー地方代表、弟は競馬の騎手（繋駕速歩競走）、妹はネットボールのニュージーランド代表というスポーツ一家である[2]。
- 2019年度、東大阪小売商業団体連合会の東大阪のお買い物促進ポスターに起用された[21]。

## 出演

### CM
- キリンビール『本麒麟』（2019年12月17日 - ）[22]
- 富士フイルム『お正月を写そう♪2020 ラグビー七福神・音チェキ』篇（2019年12月28日 - ）[23]